# Lay Down Sally
"Lay Down Sally" je singl Erica Claptona, který s ním společně napsali Marcy Levy a George Terry. Singl vyšel v roce 1977 na albu Slowhand.

## Sestava
- Eric Clapton: Elektrická kytara, zpěv
- Marcy Levy: Zpěv
- George Terry: Elektrická kytara
- Carl Radle: Baskytara
- Dick Sims: Piáno
- Jamie Oldaker: Bicí